# Aaptos kanuux
Aaptos kanuux là một loài động vật thân lỗ thuộc họ Suberitidae.
Loài này được đặt tên theo từ "trái tim" trong tiếng Unangan/Aleut.

## Phát hiện
Greenpeace công bố việc phát hiện ra loài này vào ngày 28 tháng 4, 2008. Loài này được phát hiện ra vào mùa hè năm 2007 trong quá trình thăm dò các hẻm núi biển sâu của biển Bering.